# Macrociclu

Eritromicina, un antibiotic din clasa macrolidelor, este un exemplu de macrociclu de origine naturală.

Compușii ce conțin macrocicluri sunt acei compuși chimici moleculari sau ionici care conțin în structura lor un ciclu alcătuit din cel puțin doisprezece atomi. Câteva exemple sunt: eterii coroană, calixarenele, porfirinele și ciclodextrinele.